# Полевое (Полтавская область)
Полево́е (укр. Польове; до 2016 г. Пари́жская Комму́на) — село, Слободо-Петровский сельский совет, Гребёнковский район, Полтавская область, Украина.
Код КОАТУУ — 5320884905. Население по переписи 2001 года составляло 113 человек.
В Полтавском областном архиве имеются церковные документы местечка Городище (Городовасильков), из которого в основном заселено Полевое.

## Географическое положение
Село Полевое находится на правом берегу реки Гнилая Оржица,
выше по течению на расстоянии в 2,5 км расположено село Марьяновка,
ниже по течению на расстоянии в 1 км расположено село Слободо-Петровка,
на противоположном берегу — сёла Караваи и Лутайка.
Рядом проходит железная дорога, станция Парижская Коммуна в 1-м км.